# Zorzines mindorensis
Zorzines mindorensis är en fjärilsart som beskrevs av Inoue 1992. Zorzines mindorensis ingår i släktet Zorzines och familjen nattflyn. Inga underarter finns listade i Catalogue of Life.